# Индия на зимних Олимпийских играх 1992
Индия принимала участие в Зимних Олимпийских играх 1992 года в Альбертвиле (Франция) в четвёртый раз за свою историю, но не завоевала ни одной медали.

## Состав сборной
Сборную страны представляли два спортсмена, оба горнолыжники: Нанак Чанд (20 лет) и Лал Чуни (21 год).

## Результаты
Мужчины
| Спортсмен  | Соревнование      | 1 спуск | 2 спуск        | Итог           | Итог  |
| Спортсмен  | Соревнование      | Время   | Время          | Время          | Место |
| ---------- | ----------------- | ------- | -------------- | -------------- | ----- |
| Лал Чуни   | Гигантский слалом | 1:39.56 | не финишировал | не финишировал | –     |
| Нанак Чанд | Гигантский слалом | 1:31.98 | 1:37.05        | 3:09.03        | 82    |
| Лал Чуни   | Слалом            | 1:33.80 | 1:29.25        | 3:03.05        | 61    |
| Нанак Чанд | Слалом            | 1:30.02 | 1:23.89        | 2:53.91        | 58    |